# Andrea Guardini
Andrea Guardini (* 12. Juni 1989 in Tregnago) ist ein ehemaliger italienischer Radrennfahrer.

## Werdegang
Als Juniorenfahrer widmete sich Guardini vornehmlich dem Bahnradsport. Er gewann 2006 bei den Bahnrad-Europameisterschaften der Junioren die Bronzemedaille im Teamsprint. Bei der italienischen Meisterschaft 2007 gewann er den nationalen Titel im Sprint und mit Stefano Melegaro und Elia Viviani im Teamsprint. Zudem wurde er 2007 Junioren-Europameister im Keirin.
Im Erwachsenenbereich wechselte Guardini zum Straßenradsport. Sein erster internationaler Erfolg im Erwachsenenbereich gelang ihm mit dem Sieg auf der dritten Etappe des Giro Ciclistico d’Italia. Danach erhielt er ab 2011 einen Vertrag beim UCI Professional Continental Team Farnese Vini-Neri Sottoli, für das er in seinem ersten Jahr elf Abschnitte internationaler Etappenrennen gewann. 2012 gelang Guardini auf der 18. Etappe des Giro d’Italia mit einem Sprintsieg über Mark Cavendish sein größter Karriereerfolg.
Danach fuhr Guardini zwischen 2013 und 2016 für das Astana Pro Team und konnte u. a. mit einer Etappe der Eneco Tour 2014 ein weiteres Rennen der UCI WorldTour. 2017 stand er bei UAE Team Emirates sowie von 2018 bis 2020 stand er bei Bardiani CSF unter Vertrag und konnte in dieser Zeit zahlreiche weitere internationale Erfolge erzielen.
Guardiani beendete nach einer sieglosen Saison 2021 beim UCI Continental Team Giotti-Vittorie seine Laufbahn als Aktiver. Er gewann neben den beiden Etappensiegen in Rennen der WorldTour, 41 Wettbewerbe der ersten UCI-Kategorie, 24 davon waren allein Etappensiege bei der malaysischen Tour de Langkawi.

## Erfolge
2006
- Europameisterschaft – Teamsprint (Junioren)

2007
- Italienischer Junioren-Meister – Sprint, Teamsprint (mit Stefano Melegaro und Elia Viviani)
- Junioren-Europameister – Keirin

2010
- eine Etappe Giro Ciclistico d’Italia

2011
- fünf Etappen und Punktewertung Tour de Langkawi
- eine Etappe Tour of Qatar
- zwei Etappen Presidential Cycling Tour of Turkey
- eine Etappe Tour de Slovénie
- eine Etappe Volta a Portugal
- eine Etappe Giro di Padania

2012
- sechs Etappen und Punktewertung Tour de Langkawi
- eine Etappe Giro d’Italia
- drei Etappen Tour of Qinghai Lake

2013
- eine Etappe Tour de Langkawi

2014
- zwei Etappen Tour de Langkawi
- zwei Etappen Post Danmark Rundt
- eine Etappe Eneco Tour

2015
- eine Etappe und Punktewertung Tour of Oman
- vier Etappen Tour de Langkawi
- eine Etappe Tour de Picardie
- eine Etappe World Ports Classic
- eine Etappe Abu Dhabi Tour

2016
- vier Etappen und Punktewertung  Tour de Langkawi

2018
- zwei Etappen und Punktewertung Tour de Langkawi
- eine Etappe Tour of Hainan

2019
- eine Etappe Istrian Spring Trophy
- eine Etappe Tour of Qinghai Lake

2020
- zwei Etappen Turul Romaniei

2021
- zwei Etappen Tour of Szeklerland